# چاخار
چاخار (به ترکی آذربایجانی: Çaxar) با ارتفاع ۱۷۵۵ متر، یکی از قلل رشته کوه قافلانتی در شهرستان میانه است.
با توجه به قرار گرفتن روستای خالی از سکنه «گئچیلیک» در پای این قله، بعضا این قله با این نام نیز شناخته می‌شود.

## کوهنوردی
نزدیکی این قله به شهر میانه، دسترسی آسان، ارتفاع مناسب و تنوع مسیرهای صعود از عواملی هستند که این قله را به محبوب‌ترین قله برای صعود کوهنوردان در تمام فصول سال و ایام هفته تبدیل کرده‌اند.

## داغچیلار بایرامی
همه ساله کوهنوردان میانه برای استقبال از سال جدید، جمعه آخر هر سال، به صعود مشترک این قله و گردهمایی در دامنه‌های آن می‌پردازند.
این مراسم همه ساله با حضور سنتی نوازان ترک زبان و مشهور از کشور های ترکیه و آذربایجان و ایران همراه بوده و محیطی ادبی و شاد را به ارمغان می آورد.